# Lucio Cestio
Lucio Cestio, in lingua latina Lucius Cestius Pius (Smirne, I secolo a.C. – ...) è stato un retore latino.
Insegnò retorica latina a Roma. Ebbe gran fama e larghissimo seguito fra i giovani, che lo preferivano a Cicerone, del quale egli era un gran detrattore. Seguace dell'indirizzo asiano, conosceva ogni raffinatezza della retorica e sovraccaricava le sue orazioni con tropi e figure, indulgendo al gusto del pubblico. 

## Biografia
Cestio era un uomo di grande abilità, ma vanitoso, rissoso e sarcastico. Prima di lasciare l'Asia, fu invitato a cena dal figlio di Cicerone, allora governatore della provincia. Il suo ospite, incerto sulla sua identità, chiese a uno schiavo chi fosse Cestio. E ricevendo la risposta, "È l'uomo che diceva che tuo padre era analfabeta", ordinò che fosse fustigato. Come oratore nelle scuole Cestio godeva di una grande fama, ed era adorato dai suoi giovani allievi, uno dei quali lo imitò così servilmente che fu soprannominato dal suo maestro “la mia scimmia”. Come oratore pubblico, invece, fu un fallimento. Sebbene fosse greco, usava sempre il latino nelle sue declamazioni e, sebbene a volte fosse a corto di parole latine, non soffriva mai di mancanza di idee. Numerosi esemplari delle sue declamazioni si troveranno nelle opere del retore Seneca. 
Fu inoltre, nel 46 a.C. il costruttore dell'omonimo Ponte Cestio, che collega la sponda destra del Tevere con l'Isola Tiberina. 